# Mina (unidad)

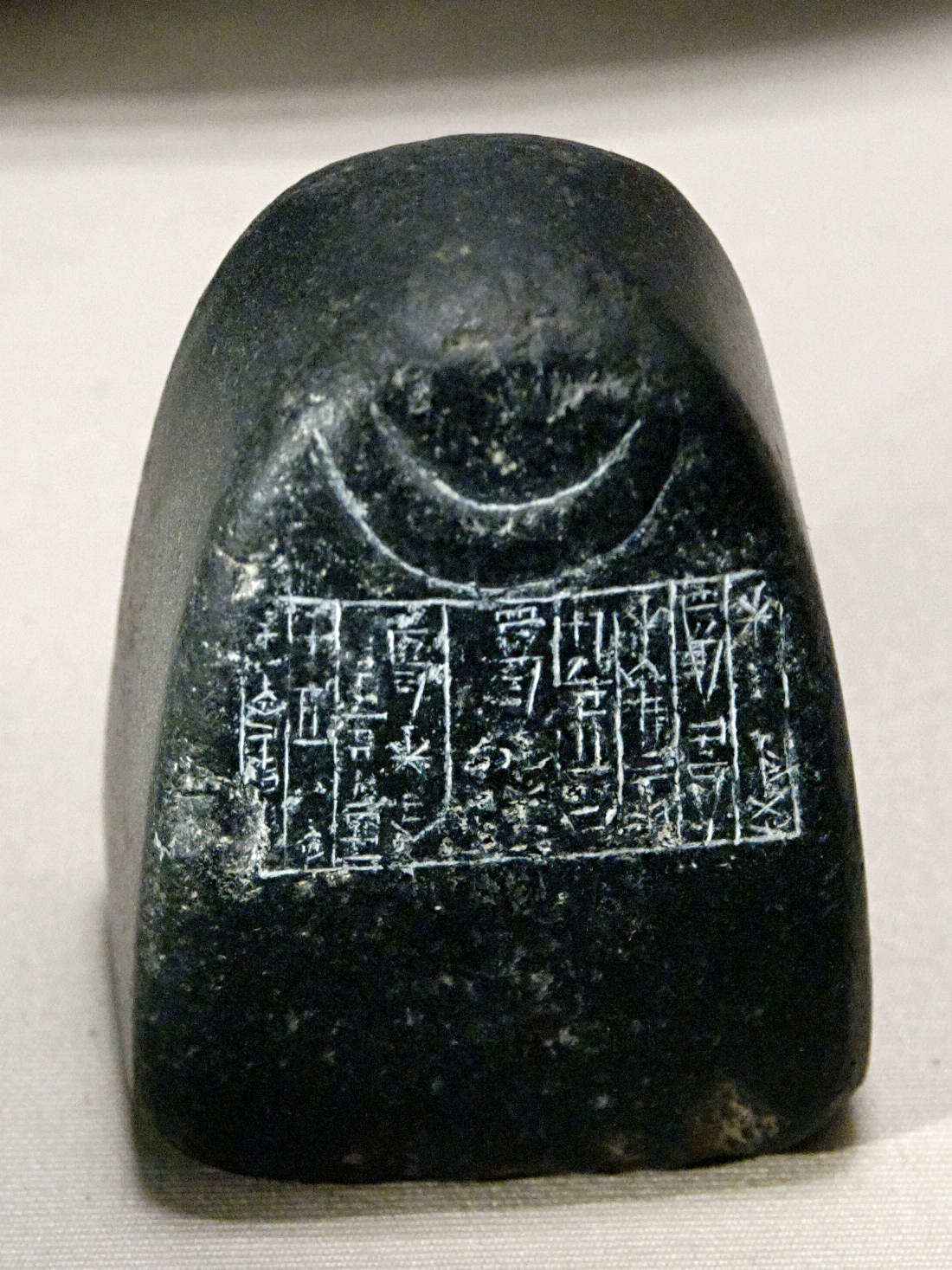
Peso de ½ mina (peso real 248 gramos), patrón de peso establecido por el rey sumerio Shulgi. Tiene la imagen de una media luna; se utilizaba en el templo del dios Sin en Ur. Principios del (III dinastía de Ur).

La mina es una antigua unidad de peso, y en consecuencia también de moneda, utilizada en  Mesopotamia y en uso hasta tiempos clásicos, con diferentes definiciones según la época y el sitio. Su peso era de alrededor de medio kilogramo (0,57 kg), según una de sus definiciones, y alrededor de un kilogramo, según otra. Unidades relacionadas con la mina continúan en uso hoy en día.
Debe notarse que, como todas las unidades de peso de la antigüedad, la mina se empleó para pesar metales preciosos, en particular oro y plata, aunque las minas empleadas para ese uso no tenían el mismo valor que las utilizadas para pesar sustancias comunes.
La mina se dividía en 60 siclos. Tanto la mina como el siclo, acabaron convirtiéndose también en unidades monetarias.

## Historia

### Sumeria
Desde los primeros tiempos de los sumerios, una mina era una unidad de peso. Al principio, aún no se habían introducido los talentos ni los siclos. En la época de Ur-Nammu (poco antes del año 2000 a. C.), la mina tenía un valor de 1⁄60 talento, así como de 60 siclos. El peso de esta mina se calcula en 0,57 kilogramos, o 570 gramos de plata.

### Griega

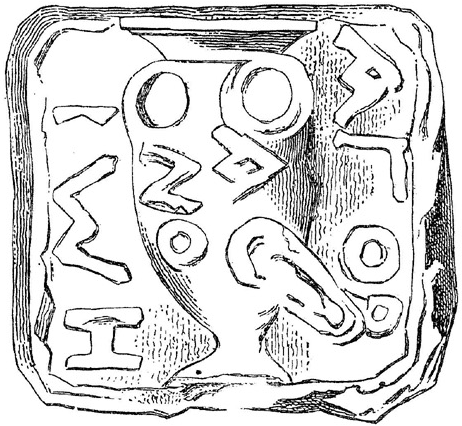
Mina de Atenas.

En la Antigua Grecia, la mina se conocía como μνᾶ (mnâ). Originalmente equivalía a 70 dracmas, pero más tarde, en la época del estadista Solón (c. 594 a. C.), se aumentó a 100 dracmas. La palabra griega mna (μνᾶ) procede del semítico.
Las distintas ciudades-estado utilizaban minas de pesos diferentes. La mina egineta pesaba 623,7 g. La mina ática pesaba 436,6 g. En tiempos de Solón, según Plutarco, el precio de una oveja era un dracma o un medimno (unos 40 kg) de trigo, por lo que una mina valía 100 ovejas.

### Latina
La palabra mina también aparece en la literatura latina, pero principalmente en obras de Plauto y Terencio adaptadas de originales griegos. En la obra de Terencio Heautontimorumenos, adaptación de una obra homónima del dramaturgo griego Menandro, se menciona una cierta suma de dinero como "diez minae" (línea 724) y en otro como "1000 dracmas de plata" (línea 601). Normalmente, la palabra mina se refería a una mina de plata, pero Plauto también menciona dos veces una mina de oro. En el siglo IV a. C., el oro valía unas 10 veces el mismo peso que la plata. En Plauto, se mencionan 20 minae como el precio de compra de un esclavo. También era el precio de contratar a una cortesana durante un año. Y 40 minae se dan como el precio de una casa.
En latín clásico, el equivalente aproximado de una mina era la libra (la palabra también significaba "balanza" o "báscula"). Sin embargo, con un peso de sólo 328,9 gramos, la libra romana era más ligera que una mina griega o una libra moderna de 16 onzas. Se dividía en 12 onzas romanas. A veces la palabra libra se utilizaba junto con la palabra pondo "en peso", por ejemplo libram pondo "una libra en peso" (Livio, 3.29); pero a menudo pondo se utilizaba sola; por ejemplo auri quinque pondo "cinco (libras) en peso de oro" (Cicerón, pro Cluentio, 179).

## El sistema sexagesimal
Los babilonios utilizaban para muchas cosas el sistema sexagesimal. Dividieron el círculo en 360 grados (6 veces 60) al igual que el año tiene 365 días. Igualmente dividieron el grado en 60 minutos de arco y el minuto en 60 segundos de arco. Este sistema tiene muchas ventajas, y no es la menor de ellas que 60 es divisible por 12, un número mucho más sencillo de utilizar que el 10 (aún hoy los huevos se venden por docenas) ya que es divisible por 2, 3, 4 y 6. De la misma manera dividieron el día y la noche en 12 horas cada uno, y cada hora en 60 minutos de tiempo y a su vez cada minuto en 60 segundos de tiempo.
El sistema de pesos de los babilonios y asirios utilizaba la misma división, con una unidad de peso llamada Mina en el papel del minuto. Al igual que la hora o el grado se dividen en 60 minutos (de tiempo o de arco) y el minuto en 60 segundos, la Mina se subdivide en 60 Siclos y, a su vez, 60 Minas completan un Talento.

## Peso de una Mina

### La Norma Común y la Mina del Rey
A partir de las investigaciones de Sir Austen Henry Layard, que en 1847 encontró piedras y piezas de metal utilizadas como pesas y marcadas con su valor en las ruinas de Nínive, y otros hallazgos posteriores, sabemos hoy que existían dos tipos de Mina o Manah, la Mina Ligera (con piezas del año 2000 a. C.) y la Mina Pesada, el doble que la anterior (a partir de, aproximadamente, 850 a. C.). En este artículo las llamaremos generalmente Mina Ligera y Mina Pesada, aunque también pueden aparecer como Mina Antigua y Nueva Mina. Los estudios indican, además, que aparte de estas minas, que conformaban la llamada Norma Común, existía otra norma de pesos, la Mina del Rey (en sus dos variantes Ligera y Pesada), que pesaba 1/36 más que la Mina Común, siendo la diferencia probablemente debida a impuestos.
Haeberlin nos da los siguientes valores:
| Unidad              | Peso teórico | Relaciones                                   | Notas                                  |
| ------------------- | ------------ | -------------------------------------------- | -------------------------------------- |
| Mina Común          | 491,175g     | 1/2 mina pesada                              |                                        |
| Mina Pesada         | 982,35g      | 2 minas comunes                              | (exactamente 3 libras romanas de peso) |
| Mina del Rey Ligera | 504,82g      | 37/36 de mina común 1/2 mina del Rey pesada  |                                        |
| Mina del Rey Pesada | 1009,64g     | 2 minas del Rey ligeras 37/36 de mina pesada |                                        |

Podemos observar que la Mina Pesada (en cualquiera de las normas) es muy cercana a nuestro actual kilogramo:

#### Tabla de conversiones
| Unidad              | Norma Común    | Norma Común    | Norma del Rey | Norma del Rey | Sistema Métrico Decimal | Sistema Métrico Decimal |
| Unidad              | Minas ligeras  | Minas pesadas  | Minas ligeras | Minas pesadas | gramos                  | Kilogramos              |
| ------------------- | -------------- | -------------- | ------------- | ------------- | ----------------------- | ----------------------- |
| Mina Común          | 1              | 1/2 (0,5)      | 36/37 (0,973) | 18/37 (0,486) | 491,175                 | 0,491175                |
| Mina Pesada         | 2              | 1              | 72/37 (1,946) | 36/37 (0,973) | 982,35                  | 0,98235                 |
| Mina del Rey Ligera | 37/36 (1,0278) | 37/72 (0,5139) | 1             | 1/2 (0,5)     | 504,82                  | 0,50482                 |
| Mina del Rey Pesada | 37/18 (2,0556) | 37/36 (1,0278) | 2             | 1             | 1009,64                 | 1,00964                 |
| Kilogramo           | 2,0359         | 1,01797        | 1,9809        | 0,99045       | 1000                    | 1                       |

### Otras minas tasadas
Lehmann nos cuenta que existían otras variedades de la Mina del Rey tasadas con valores no de 1/36 sino de 1/24 o 1/20, en las dos variantes de ligera y pesada.
| Unidad                             | Peso teórico | Relaciones                                                  | Notas                                   |
| ---------------------------------- | ------------ | ----------------------------------------------------------- | --------------------------------------- |
| Mina Común                         | 491,175g     | 1/2 mina pesada                                             |                                         |
| Mina Pesada                        | 982,35g      | 2 minas comunes                                             | (exactamente 3 libras romanas de peso). |
| Mina del Rey (de tasa 1/36) Ligera | 504,82g      | 37/36 de mina común 1/2 mina del Rey (de tasa 1/36) pesada  |                                         |
| Mina del Rey (de tasa 1/36) Pesada | 1009,64g     | 2 minas del Rey (de tasa 1/36) ligeras 37/36 de mina pesada |                                         |
| Mina del Rey (de tasa 1/24) Ligera | 511,64g      | 25/24 de mina común 1/2 mina del Rey (de tasa 1/24) pesada  |                                         |
| Mina del Rey (de tasa 1/24) Pesada | 1023,28g     | 2 minas del Rey (de tasa 1/24) ligeras 25/24 de mina pesada |                                         |
| Mina del Rey (de tasa 1/20) Ligera | 515,73g      | 21/20 de mina común 1/2 mina del Rey (de tasa 1/20) pesada  |                                         |
| Mina del Rey (de tasa 1/20) Pesada | 1031,47g     | 2 minas del Rey (de tasa 1/20) ligeras 21/20 de mina pesada |                                         |

### Relación de la Mina con el Siclo y el Talento
La base de este sistema, el Siclo, es el origen de la unidad de peso que utilizaban los hebreos y que hoy da nombre a su moneda, el Shekel. Como se comentó arriba, 60 siclos son una mina y 60 minas son un talento, independientemente de la norma utilizada, lo que nos da tantos tipos de talentos y de siclos como de minas. Esto nos da pesos de 8,19g y 16,37g para el siclo y de 29,4705Kg y 58,941Kg para el talento de la Norma Común.
| Unidad         | Peso teórico | Relaciones                                                    | Notas                                  |
| -------------- | ------------ | ------------------------------------------------------------- | -------------------------------------- |
| Mina Común     | 491,175g     | 1/2 mina pesada 60 siclos comunes 1/60 de talento común       |                                        |
| Mina Pesada    | 982,35g      | 2 minas comunes 60 siclos pesados 1/60 de talento pesado      | (exactamente 3 libras romanas de peso) |
| Siclo Común    | 8,19g        | 1/60 de mina común 1/2 siclo pesado 1/3600 de talento común   | (poco menos que la moneda de 2€)       |
| Siclo Pesado   | 16,37g       | 1/60 de mina pesada 2 siclos comunes 1/3600 de talento pesado |                                        |
| Talento Común  | 29,4705 kg   | 60 minas comunes 3600 siclos comunes 1/2 talento pesado       |                                        |
| Talento Pesado | 58,941 kg    | 60 minas pesadas 3600 siclos pesados 2 talentos comunes       | (aproximadamente el peso de un hombre) |

Estos pesos para el talento pesado hacen válida la relación de que un talento es aproximadamente el peso de un hombre.

## Minas de oro y plata moreno

### Mina de oro
Los babilonios utilizaron otros pesos distintos para definir la Mina en cuanto que peso de oro. Así, una Mina de Oro pesaba 50 siclos y no 60, lo que da 409,31g y 818,625g en la Norma Común, que son los pesos respectivos de 50 siclos ligeros y pesados. Así, la mina de oro constaba, en todos los sistemas, de 50 siclos y no de 60, pero de todos modos el talento de oro constaba de 60 minas de oro.
| Unidad                | Peso teórico | Peso en unidades de peso               | Relaciones                                                                         | Notas                            |
| --------------------- | ------------ | -------------------------------------- | ---------------------------------------------------------------------------------- | -------------------------------- |
| Mina Común de Oro     | 409,31g      | 5/6 de mina común 50 siclos comunes    | 1/2 mina pesada de oro 50 siclos comunes de oro 1/60 de talento común de oro       |                                  |
| Mina Pesada de Oro    | 818,625g     | 5/6 de mina pesada 50 siclos pesados   | 2 minas comunes de oro 50 siclos pesados de oro 1/60 de talento pesado de oro      |                                  |
| Siclo Común de Oro    | 8,19g        | 1/60 de mina común 1 siclo común       | 1/50 de mina común de oro 1/2 siclo pesado 1/3600 de talento común                 | (poco menos que la moneda de 2€) |
| Siclo Pesado de Oro   | 16,37g       | 1/60 de mina pesada 1 siclo pesado     | 1/50 de mina pesada de oro 2 siclos comunes de oro 1/3000 de talento pesado de oro |                                  |
| Talento Común de Oro  | 24,5586 kg   | 50 minas comunes 5/6 de talento común  | 60 minas comunes de oro 3000 siclos comunes de oro 1/2 talento pesado de oro       |                                  |
| Talento Pesado de Oro | 49,1175 kg   | 50 minas pesadas 5/6 de talento pesado | 60 minas pesadas de oro 3000 siclos pesados de oro 2 talentos comunes de oro       |                                  |

Igualmente existió la Mina del Rey como peso de oro, en sus versiones tasadas con 1/36, 1/24, 1/20 e incluso 1/12. Así, la Mina del Rey Ligera (a la tasa de 1/36) nos da el Dárico de oro, y la Mina del Rey Ligera (con una tasa de 1/12) nos da la estátera de Eubea.

### Mina de plata
El sistema de plata se creó para tener unidades monetarias de igual valor, que no de igual peso, que las unidades de peso de oro. (completar...)

## Anexo: Listado de unidades con definiciones
Todas las definiciones se refieren a unidades de la misma norma y de la misma serie, salvo que se especifique el cambio de una de ellas o de ambas.
| Norma                           | Serie        | Nombre  | Definición                 | Peso en 1/360 de Siclo Común | Peso       |
| ------------------------------- | ------------ | ------- | -------------------------- | ---------------------------- | ---------- |
| Norma Común                     | serie ligera | Siclo   | Unidad base                | 360                          | 8,19g      |
| Norma Común                     | serie ligera | Mina    | 60 siclos                  | 21600                        | 491,175g   |
| Norma Común                     | serie ligera | Talento | 60 minas (3600 siclos)     | 1296000                      | 29,4705 kg |
| Norma Común                     | serie pesada | Siclo   | 2 siclos (serie ligera)    | 720                          | 16,37g     |
| Norma Común                     | serie pesada | Mina    | 60 siclos                  | 43200                        | 982,35g    |
| Norma Común                     | serie pesada | Talento | 60 minas (3600 siclos)     | 2592000                      | 58,941 kg  |
| Norma del Rey (tasada con 1/36) | serie ligera | Siclo   | 37/36 siclos (norma común) | 370                          | 8,41g      |
| Norma del Rey (tasada con 1/36) | serie ligera | Mina    | 60 siclos                  | 22200                        | 504,82g    |
| Norma del Rey (tasada con 1/36) | serie ligera | Talento | 60 minas (3600 siclos)     | 1332000                      | 30,2892 kg |
| Norma del Rey (tasada con 1/36) | serie pesada | Siclo   | 2 siclos (serie ligera)    | 740                          | 16,83g     |
| Norma del Rey (tasada con 1/36) | serie pesada | Mina    | 60 siclos                  | 44400                        | 1009,64g   |
| Norma del Rey (tasada con 1/36) | serie pesada | Talento | 60 minas (3600 siclos)     | 2664000                      | 60,5784 kg |
| Norma del Rey (tasada con 1/24) | serie ligera | Siclo   | 25/24 siclos (norma común) | 375                          | 8,52g      |
| Norma del Rey (tasada con 1/24) | serie ligera | Mina    | 60 siclos                  | 22500                        | 511,64g    |
| Norma del Rey (tasada con 1/24) | serie ligera | Talento | 60 minas (3600 siclos)     | 1350000                      | 30,6984 kg |
| Norma del Rey (tasada con 1/24) | serie pesada | Siclo   | 2 siclos (serie ligera)    | 750                          | 17,05g     |
| Norma del Rey (tasada con 1/24) | serie pesada | Mina    | 60 siclos                  | 45000                        | 1023,28g   |
| Norma del Rey (tasada con 1/24) | serie pesada | Talento | 60 minas (3600 siclos)     | 2700000                      | 61,3969 kg |